# Сен-Жорж-д’Олерон
Сен-Жорж-д’Олеро́н (фр. Saint-Georges-d’Oléron) — коммуна во Франции, находится в регионе Пуату — Шаранта. Департамент коммуны — Приморская Шаранта. Входит в состав кантона Сен-Пьер-д’Олерон. Округ коммуны — Рошфор.
Код INSEE коммуны — 17337.

## Население
Население коммуны на 2010 год составляло 3489 человек.
| 1962 | 1968 | 1975 | 1982 | 1990 | 1999 | 2010 |
| ---- | ---- | ---- | ---- | ---- | ---- | ---- |
| 2530 | 2664 | 2718 | 2935 | 3144 | 3300 | 3489 |